# Jebsheim
Jebsheim är en kommun i departementet Haut-Rhin i regionen Grand Est (tidigare regionen Alsace) i nordöstra Frankrike. Kommunen ligger i kantonen Andolsheim som tillhör arrondissementet Colmar. År 2022 hade Jebsheim 1 353 invånare.

## Befolkningsutveckling
Antalet invånare i kommunen Jebsheim
| Referens: INSEE |